# ぬらぬらの亜麻のかたまり
ぬらぬらの亜麻のかたまり(Die Schlickerlinge, KHM 156)は、『グリム童話』に収録されている作品である。

## あらすじ
昔、あるところに嫁入り前の娘がいた。娘は怠け者で、糸をつむがせられるときに亜麻の中に小さな結びこぶがあるといやになって引きちぎって床の上に放り出す。その家の女中は働き者で、それを拾い自分の着物を織らせた。
若い男が娘を欲しいと言って、婚礼をすることになった。その前の晩女中が着物を着てうきうきと踊りまわっているのを見て、娘が、糸くずを身に着けて踊っているのはおかしいなと言った。それを聞いた男が娘に事情を聞くと、娘が怠け者で女中が働き者であることに気付き、娘を放り出して女中を嫁にした。